# Richard Brännström
Gustaf Richard Brännström, född 10 september 1936 i Skellefteå, är en svensk jurist som var lagman i Piteå tingsrätt från 1994 till 2002.
Brännström blev juris kandidat vid Uppsala universitet 1960. Han genomförde tingstjänstgöring 1960–1963, var fiskal vid hovrätten för Övre Norrland och blev rådman vid Piteå tingsrätt 1971. Han var lagman vid Luleå tingsrätt 1980-1994 och lagman vid Piteå tingsrätt 1994-2002
Brännström var son till fabrikör Gustaf Brännström och hans maka Elsa, född Norsten. Han var sedan 1979 gift med Margareta, född Logardt 1945.